# Gábor Kis
Pour les articles homonymes, voir Kis.
Gábor Kis (né le 27 septembre 1982 à Budapest) est un joueur de water-polo hongrois, champion olympique en 2008.
- CIO
- Comité olympique hongrois
- Fédération hongroise de water-polo
- Olympedia
- World Aquatics